# Big Star Limited
Big Star Limited – polskie przedsiębiorstwo branży odzieżowej, specjalizujące się w produkcji jeansów.

## Historia
Przedsiębiorstwo założone zostało w Polsce w 1990 przez Bogdana Kaczmarka i Wiesława Kosterę przy udziale szwajcarskiego holdingu Big Star AG (istniejącego od 1972, dziś funkcjonującego pod marką G-Star), które wniosło istniejącą od 1979 markę Big Star, jako spółka joint venture. Zajmuje się ono sprzedażą, marketingiem oraz budową sieci sklepów firmowych. Siedziba spółki znajduje się w Kaliszu.
Spółka w Polsce rozpoczęła swoją działalność w latach 90. XX w. od produkcji dżinsów w siostrzanej spółce United Textiles, której spółką produkcyjną działającą na rzecz Big Star jest Helvepol, zwiększając z czasem swoją ofertę o inne elementy ubioru, w tym dodatki i gadżety.
W 1994 kapitał spółki był w 2/3 polski. Od 2005 spółka jest w 100% polska. Wykupiono 33% akcji od akcjonariuszy szwajcarskich, nabywając prawa do marki Big Star (nie obejmują one poza Niemcami, Europy Zachodniej i USA). Obecnie kaliski Big Star Limited posiada ponad 200 sklepów w Polsce, Białorusi i Słowacji.

## Logo

Logotyp sprzed rebrandingu

W 2014 roku przedsiębiorstwo przeprowadziło rebranding. Uproszczono logo, przeprowadzono zmianę wystroju salonów odzieżowych w Polsce i za granicą. W kraju większość sklepów przeniesiono do galerii handlowych. Rozpoczęto również sprzedaż przez internet. Obecnie symbolem firmy jest pięciopromienna gwiazda wpisana w białe tło oraz nazwa marki na tle czerwieni burgundzkiej.

## Kampania z udziałem Michela Comte
W 2000 roku firma zaangażowała do promocji marki znanego szwajcarskiego fotografa Michela Comte. Na świecie znanego głównie z fotografii nagiej żony prezydenta Francji – Carli Bruni–Sarkozy. W kampanii wizerunkowej w 2019 roku firma przypomniała fotografie Comte stworzone dla Big Stara, jednocześnie wznawiając część kolekcji z początku XXI wieku.